# یلیتوو (استان ووتسکی)
یلیتوو (به لاتین: Jelitów) یک روستا در لهستان است که در گمینا بیاوا راوسکا واقع شده‌است. یلیتوو ۱۲۰ نفر جمعیت دارد و ۱۸۰ متر بالاتر از سطح دریا واقع شده‌است.